# Leonardo da Vinci utca
Leonardo da Vinci utca est une rue de Budapest, située dans le quartier de Corvin (8e arrondissement).